# Lisa Zaff
Lisa Zaff (* 16. Juni 1988) ist eine österreichische Skibobfahrerin. Sie gewann in ihrer Karriere drei Weltmeistertitel (Riesenslalom 2014, Super-G 2023 und 2025) sowie zwölf weitere WM-Medaillen und zweimal den Skibob-Gesamtweltcup.

## Biografie
Lisa Zaff stammt aus Köflach in der Weststeiermark und begann im Alter von sieben Jahren mit dem Skibobsport.
2004 wurde sie in Deštné v Orlických horách Juniorenweltmeisterin im Super-G, ein Jahr später gewann sie in Lungötz JWM-Gold im Riesenslalom und in der Kombination sowie Silber im Super-G und im Slalom.
Im Skibob-Weltcup stand Zaff bereits als 15-Jährige am Start. 2006 belegte sie in Grächen bei ihren ersten Skibob-Weltmeisterschaften in der allgemeinen Klasse die Ränge sieben im Slalom sowie acht in Abfahrt und Super-G. Am Saisonende feierte sie im Parallelslalom von Westendorf ihren ersten Weltcupsieg. Ein Jahr später gewann sie am Hochficht mit Super-G-Bronze ihre erste WM-Medaille. Zwei weitere Bronzemedaillen in ihren Paradedisziplinen Super-G und Riesenslalom ließ sie vier Jahre danach in Nauders folgen. 2012 blieb sie bei ihren sechsten Weltmeisterschaften in Aigen im Mühlkreis und Deštné v Orlických horách bei allen drei Rennen knapp hinter den Medaillenrängen zurück. Dank vier Saisonsiegen in Nauders und Brenna entschied sie jedoch erstmals den Gesamtweltcup für sich und wurde aufgrund dieser Leistung als steirische „Sportlerin des Jahres“ geehrt. Im Rahmen ihrer Heimweltmeisterschaften in Spital am Semmering holte Zaff 2014 vier von vier möglichen Medaillen. Im Riesenslalom schlug sie die langjährige Dominatorin Alena Housová und sicherte sich damit ihren ersten Weltmeistertitel, in den anderen Disziplinen gewann sie hinter der Tschechin jeweils Silber. 2016/17 kehrte sie mit sechs Saisonsiegen, darunter ein Parallelslalom in Kleinlobming, an die Weltcup-Spitze zurück und teilte sich den Gewinn der Gesamtwertung mit ihrer Landsfrau Claudia Hartl. Bei den darauffolgenden Weltmeisterschaften gewann sie weitere Medaillen.
Nach privat und COVID-bedingter dreijähriger Pause kehrte Zaff 2023 ins Renngeschehen zurück. Sie gewann zwei nationale Bewerbe in Weißbriach und nahm, ohne Teil der ÖSBV-Nationalmannschaft zu sein, an den Weltmeisterschaften in Grächen teil. Dort gewann sie nach Ausfall im Riesenslalom überraschend die Goldmedaille im Super-G. Ohne wieder in den Weltcup eingestiegen zu sein, konnte sie den Titel zwei Jahre später in Lenggries erfolgreich verteidigen.
Lisa Zaff ist Inhaberin eines Bekleidungsgeschäfts mit Filialen in Rosental an der Kainach und Graz.

## Erfolge

### Weltmeisterschaften
- Grächen 2006: 7. Slalom, 8. Abfahrt, 8. Super-G
- Aigen im Mühlkreis 2007: 3. Super-G, 4. Riesenslalom, 4. Slalom
- Ustroń 2009: 5. Riesenslalom, 6. Super-G, 7. Kombination, 13. Slalom
- Kirchberg in Tirol 2010: 4. Riesenslalom, 6. Slalom
- Nauders 2011: 3. Super-G, 3. Riesenslalom, 6. Slalom
- Aigen im Mühlkreis/Deštné v Orlických horách 2012: 4. Super-G, 4. Kombination, 5. Riesenslalom, 6. Slalom
- Bad Hofgastein 2013: 2. Riesenslalom, 3. Super-G
- Spital am Semmering 2014: 1. Riesenslalom, 2. Super-G, 2. Slalom, 2. Kombination
- Deštné v Orlických horách 2016: 3. Super-G, 4. Slalom, 4. Kombination 5. Riesenslalom
- Grächen 2017: 4. Super-G, 4. Riesenslalom, 4. Slalom, 4. Kombination
- Lenggries 2018: 2. Super-G, 4. Riesenslalom, 4. Kombination, 5. Slalom
- Nassfeld 2019: 2. Super-G, 3. Slalom
- Grächen 2023: 1. Super-G
- Lenggries 2025: 1. Super-G

### Weltcup-Platzierungen
| Saison  | Platz | Punkte |
| ------- | ----- | ------ |
| 2002/03 | 8.    | 12     |
| 2003/04 | 10.   | 12     |
| 2004/05 | 11.   | 17     |
| 2005/06 | 6.    | 44     |
| 2006/07 | 5.    | 40     |
| 2007/08 | 14.   | 1      |
| 2008/09 | 9.    | 21     |
| 2009/10 | 7.    | 24     |
| 2010/11 | 4.    | 96     |
| 2011/12 | 1.    | 102    |
| 2012/13 | 3.    | 92     |
| 2013/14 | 2.    | 78     |
| 2014/15 | 4.    | 91     |
| 2015/16 | 3.    | 72     |
| 2016/17 | 1.    | 0170 1 |
| 2017/18 | 4.    | 67     |
| 2018/19 | 3.    | 71     |

### Weltcupsiege
- 50 Podestplätze, davon 22 Siege:

| Datum            | Ort                        | Land        | Disziplin      |
| ---------------- | -------------------------- | ----------- | -------------- |
| 18. März 2006    | Westendorf                 | Österreich  | Parallelslalom |
| 4. Februar 2012  | Nauders                    | Österreich  | Riesenslalom   |
| 5. Februar 2012  | Nauders                    | Österreich  | Super-G        |
| 23. Februar 2012 | Brenna                     | Polen       | Riesenslalom   |
| 24. Februar 2012 | Brenna                     | Polen       | Slalom         |
| 12. Jänner 2013  | Deštné v Orlických horách  | Tschechien  | Riesenslalom   |
| 8. März 2013     | Aigen im Mühlkreis         | Österreich  | Super-G        |
| 2. Februar 2014  | St. Valentin auf der Haide | Italien     | Riesenslalom   |
| 8. März 2014     | Nauders                    | Österreich  | Super-G        |
| 7. Februar 2015  | Nauders                    | Österreich  | Riesenslalom   |
| 26. Februar 2016 | Nauders                    | Österreich  | Riesenslalom   |
| 27. Februar 2016 | Nauders                    | Österreich  | Super-G        |
| 7. Jänner 2017   | Jablonec nad Jizerou       | Tschechien  | Riesenslalom   |
| 8. Jänner 2017   | Jablonec nad Jizerou       | Tschechien  | Riesenslalom   |
| 11. Februar 2017 | Nauders                    | Österreich  | Riesenslalom   |
| 12. Februar 2017 | Nauders                    | Österreich  | Super-G        |
| 24. Februar 2017 | Kleinlobming               | Österreich  | Parallelslalom |
| 11. März 2017    | Nassfeld                   | Österreich  | Super-G        |
| 10. Februar 2018 | Nauders                    | Österreich  | Riesenslalom   |
| 11. Februar 2018 | Nauders                    | Österreich  | Super-G        |
| 11. Februar 2018 | Nauders                    | Österreich  | Super-G        |
| 10. Februar 2019 | Bischofsmais               | Deutschland | Super-G        |

### Juniorenweltmeisterschaften
- Deštné v Orlických horách 2004: 1. Super-G
- Lungötz 2005: 1. Riesenslalom, 1. Kombination, 2. Super-G, 2. Slalom

### Weitere Erfolge
- mehrere österreichische Staatsmeistertitel in verschiedenen Disziplinen

## Auszeichnungen
- 2012: Sportlerin des Jahres (Steiermark)
- 2014: Goldenes Ehrenzeichen des Landes Steiermark